# Суглобов Олександр Михайлович
Олександр Михайлович Суглобов (рос. Александр Михайлович Суглобов; 15 січня 1982, м. Електросталь, СРСР) — російський хокеїст, правий нападник. 
Вихованець хокейної школи «Спартак» (Москва). Виступав за «Спартак» (Москва), «Локомотив-2» (Ярославль), СКА (Санкт-Петербург), «Салават Юлаєв» (Уфа), «Локомотив» (Ярославль), «Нафтохімік» (Нижньокамськ), «Олбані Рівер-Ретс» (АХЛ), «Нью-Джерсі Девілс», «Торонто Марліз» (АХЛ), «Тампа-Бей Лайтнінг», ЦСКА (Москва), «Торпедо» (Нижній Новгород), «Сибір» (Новосибірськ), «Трактор» (Челябінськ).
В чемпіонатах НХЛ — 18 матчів (1+0).
У складі національної збірної Росії учасник чемпіонату світу 2003; учасник EHT 2007 і 2008. У складі молодіжної збірної Росії учасник чемпіонату світу 2002.
Досягнення
- Чемпіон Росії (2002, 2003).